# Campionato azero di calcio a 5 2007-2008
Il Campionato azero di calcio a 5 2007-2008 è stata la quattordicesima edizione del massimo campionato di calcio a 5 dell'Azerbaigian, giocato nella stagione 2007/2008 con la formula del girone unico, e che ha visto la vittoria finale del Araz Naxçivan, al suo quarto titolo di Azerbaigian.

## Classifica finale
| Pos | Squadra                  | Pti | G  | V  | N | P  | GF  | GS  |
| --- | ------------------------ | --- | -- | -- | - | -- | --- | --- |
| 1   | Araz Naxçivan            | 43  | 16 | 14 | 1 | 1  | 164 | 33  |
| 2   | Qarabag V. Agdam         | 27  | 16 | 8  | 3 | 5  | 77  | 47  |
| 3   | Sumgayit                 | 23  | 16 | 6  | 5 | 5  | 82  | 53  |
| 4   | TT Baku                  | 21  | 16 | 6  | 3 | 7  | 107 | 68  |
| 5   | Football+ Baku           | 0   | 16 | 0  | 0 | 16 | 37  | 266 |
| 6   | Bank of Azerbaijan Baku* | 0   | 0  | 0  | 0 | 0  | 0   | 0   |

*Bank of Azerbaijan Baku esclusa dal torneo